# Yingaresca obliterata
Yingaresca obliterata är en skalbaggsart som först beskrevs av Olivier 1808.  Yingaresca obliterata ingår i släktet Yingaresca och familjen bladbaggar. Inga underarter finns listade i Catalogue of Life.